# Gałkówek-Kolonia (gromada)
Gałkówek-Kolonia (także w formach Gałkówek kol. lub Gałkówek Kolonia) – dawna gromada, czyli najmniejsza jednostka podziału terytorialnego Polskiej Rzeczypospolitej Ludowej w latach 1954–1972.
Gromady, z gromadzkimi radami narodowymi (GRN) jako organami władzy najniższego stopnia na wsi, funkcjonowały od reformy reorganizującej administrację wiejską przeprowadzonej jesienią 1954 do momentu ich zniesienia z dniem 1 stycznia 1973, tym samym wypierając organizację gminną w latach 1954–1972.
Gromadę Gałkówek kol. siedzibą GRN w Gałkówku kol. utworzono – jako jedną z 8759 gromad na obszarze Polski – w powiecie brzezińskim w woj. łódzkim, na mocy uchwały nr 29/54 WRN w Łodzi z dnia 4 października 1954. W skład jednostki weszły obszary dotychczasowych gromad Gałkówek kol., Eufeminów, Jordanów, Małczew i Gaj (z wyłączeniem kolonii Witosów) ze zniesionej gminy Gałkówek oraz obszar dotychczasowej gromady Witkowice ze zniesionej gminy Lipiny w tymże powiecie. Dla gromady ustalono 20 członków gromadzkiej rady narodowej.
Gromada Gałkówek-Kolonia przetrwała do końca 1972 roku, czyli do kolejnej reformy gminnej.